# Enquadramento noticioso
Enquadramento noticioso (em inglês: framing) é uma teoria de Comunicação, a princípio formulada por Gregory Bateson (1954) e depois por Erving Goffman (1974). De acordo com tal perspectiva, a mídia se utiliza de certas palavras, ideias, expressões e adjetivos que promovem uma abordagem que molda o acontecimento, destacando alguns aspectos e ocultando outros. Assim, recorta-se determinado ângulo do fato ou do problema tratado, tornando-o mais conhecido, e portanto mais real, condicionando a atitude dos cidadãos em relação ao ocorrido e eventualmente interferindo nos processos de mudanças sociais. Através da análise do enquadramento utilizado por um veículo de mídia pode-se perceber sua linha editorial e os interesses que defende.
De modo geral, o enquadramento diz respeito à forma como uma dada situação é apresentada e interpretada para e pelo interlocutor, determinando assim a sua capacidade de, frente ao acontecimento, responder à seguinte pergunta: O que está acontecendo aqui?
O antropólogo Gregory Bateson foi o primeiro a propor a noção de enquadramento. Seu objetivo era compreender a esquizofrenia e as relações no processo psicoterápico. Para isso, guiou seus estudos para o campo da comunicação. Bateson buscava explicar como as interações estão ancoradas a quadros de sentido, moldando as interpretações e ações dos atores dessa interação.
Ele dividiu a comunicação em três níveis:
- denotativo (conteúdo)
- metalinguístico (elementos da mensagem que ajudam a repensar a língua)
- metacomunicativo (elementos que definem a relação entre os falantes)

Para perceber esses níveis no processo de comunicação, Bateson observou as lontras e os macacos no zoológico, procurando identificar comportamentos que pudessem indicar se um dado organismo é capaz de reconhecer que os indícios emitidos por ele e por outros membros de sua espécie são sinais. A partir disso, seria possível confirmar a existência de mensagens metacomunicativas entre animais. Ao observar uma brincadeira entre macacos, Bateson chegou à primeira definição de enquadramento, que, segundo ele, é a mensagem metacomunicativa que permite compreender o que está acontecendo em determinada situação.
Segundo Adelmo Genro Filho  o jornalismo é uma importante estratégia da sociedade moderna para se conhecer.
A cobertura jornalística seria capaz de revelar as contradições sociais, jogos de poder, diversidade das visões de mundo e interesses em disputa.
A mídia funcionaria como a moldura de uma janela através da qual o público entra em contato com determinada parcela da realidade. São os jornalistas os responsáveis pela construção de tal moldura, que muitas vezes carrega, por trás da notícia, jogos de interesses e de poder, nem sempre percebidos pelo público. Essa moldura é o que chamamos de enquadramento. Para Koeing, o enquadramento pode ser definido como estruturas cognitivas básicas, capazes de guiar a percepção e a representação da realidade.

## História
Muitos creditam à Erving Goffman o início dessa perspectiva teórica com seu livro de 1974: Frame analysis: An Essay on the Organization of Experience. Mais tarde esse conceito foi incorporado e desenvolvido por vários outros autores, como o americano Todd Gitlin (1980) e Robert Entman (2003), sendo Gitlin o pioneiro no estudo do enquadramentos no campo dos estudos da mídia, com sua investigação da cobertura jornalística sobre Students for a Democratic Society (SDS), um movimento tradicional estudantil dos EUA, na década de 1960. Erving Goffman desenvolveu o conceito de enquadramento, relacionando-o ao exame da organização da experiência.
Esse campo de estudos vem sofrendo diversas críticas ao longo dos mais de quarenta anos que se seguiram ao trabalho de Goffman. As críticas decorrem sobretudo da ausência de fundamentação teórico-conceitual da própria noção de enquadramento ou do grande número de conceitos de frame utilizados pelos pesquisadores em seus trabalhos.

## Metodologias de análise utilizadas
De acordo com Matthes e Kohring, são geralmente utilizadas cinco perspectivas metodológicas na literatura sobre enquadramento da mídia, sendo elas nomeadas pelos autores como hermenêutica, linguística, holística manual, assistida por computador e dedutiva. As mais comumente utilizadas são as perspectivas hermenêutica e linguística.
A abordagem hermenêutica é geralmente utilizada em pesquisas que se propõe a identificar o enquadramento através de avaliação interpretativa de textos da mídia, tecendo relação dos enquadramentos com elementos culturais mais amplos. Já a perspectiva linguística é geralmente utilizada em estudos nos quais os enquadramentos podem ser identificados através da análise da seleção, localização e estrutura de palavras e sentenças específicas no texto. Essa análise pode ser de caráteres qualitativo e/ou quantitativo, sendo esses estudos baseados em amostras capazes de refletir o discurso de uma temática ou de um evento. No método da perspectiva holística manual, os enquadramentos são gerados por análise qualitativa de alguns textos noticiosos e, então, são codificados como variáveis holísticas em alguma análise manual de conteúdo. A perspectiva assistida por computador se preocupa com a criação de métodos mais objetivos e confiáveis, parecendo-se bastante com a perspectiva linguística, porém conta com o auxílio de computadores no processamento das informações via algoritmo. A abordagem dedutiva é o quinto e último método identificado por Matthes e Kohring. Segundo os autores, as perspectivas anteriores identificam os frames de forma indutiva. Entretanto, nessa abordagem, são identificados os enquadramentos nos textos e são, então, codificados em uma análise padronizada de conteúdo, tendo como ponto de partida frames genéricos, não identificados por tema, previamente criados.

## Análise indireta de enquadramentos
Baseada no método desenvolvido por Matthes e Kohring, a análise indireta de enquadramentos pode ser definida como a ideia de dividir o enquadramento em elementos, sendo eles não apenas grupos de palavras, mas contextos e sentidos indiretos. O contexto cultural e os sentidos indiretos se tornam responsáveis por formar padrões que nos levaria a entender como determinado tema é abordado nas mídias (seja na mídia impressa, televisão, rádio ou web). Dessa maneira, os elementos de enquadramento tentam revelar os princípios mais abstratos que formam um texto midiático.
Esse método utiliza aspectos menos complexos para encontrar os enquadramentos, através da codificação dos contextos e sentidos, com o objetivo de facilmente identificar os elementos que formam o enquadre. Ao propor esse método, Matthes e Kohring pretendiam criar uma metodologia mais simples e que possuísse maior validade e confiabilidade. Segundo essa ideia, um texto seria composto por diversos elementos, e através desse método, a codificação do texto seria feita separando e isolando esses elementos, facilitando assim sua análise. Elementos semelhantes se agrupariam, formando padrões, tornando mais fácil a identificação dos frames.
Essa metodologia assemelha-se à ideia de "pacote interpretativo”, de Gamson e Modigliani. Segundo os autores, os pacotes interpretativos possuem um número de símbolos ou dispositivos que detectam o núcleo do enquadramento. Tais dispositivos foram divididos em duas categorias: os de justificação e os de enquadramento. Os primeiros fornecem os motivos ou as medidas que devem ser tomadas sobre determinado assunto. Os segundos teriam função de auxiliar ou sugerir uma maneira de ler determinado tema.
Ambos os métodos buscam sistematizar ou criar padrões para facilitar a identificação dos frames nos meios midiáticos. Segundo os autores Matthes e Kohring, a codificação de elementos isolados em um objeto de estudo é uma maneira menos abstrata e subjetivava de detectar os enquadramentos nos meios jornalísticos.

## Os efeitos dos enquadramentos sobre o público
Os efeitos dos enquadramentos sobre o público se desenvolveram como linha de pesquisa na década de 1990. Willian Gamson, em 1995, escreveu o livro Talking politics, com o objetivo de verificar como se desenvolvem conversas e entendimentos sobre política e a influência da mídia sobre quatro temas (ação afirmativa, energia nuclear, política industrial e o conflito árabe-israelense). A conclusão foi que a mídia é um recurso importante sobre como os indivíduos produzem sentido sobre as temáticas da esfera pública. O autor estadunidense destaca, porém, que as pessoas analisam suas mensagens utilizando diversas fontes, incluindo suas experiências pessoais com a temática. Como essa experiência depende envolvimento preexistente do indivíduo, a dependência em relação aos meios de comunicação para a produção de sentido será maior ou menor a depender da temática em questão.
Shanto e Iyengar, por sua vez, classificaram o enquadramento das notícias em enquadramento episódico, quando o foco está no evento, e enquadramento temático, que relata algo mais abrangente, além do fato. Eles analisaram o papel da TV nas discussões dos seguintes temas: segurança pública e política de assistência social. Eles concluiram que o enquadramento episódico faz com que as pessoas atribuam a responsabilidade quanto aos problemas políticos e sociais a indivíduos.
Houve outros estudos sobre os efeitos do enquadramento, como no caso das manifestações da Ku Klux Khan. Notou-se que, quando o jornal abordava o tema como uma questão de liberdade de expressão, havia uma maior tolerância da população; quando o jornal abordava o tema como perturbação da ordem pública, havia menor tolerância do público.

## Enquadramentos e movimentos sociais
Baseado no texto da autora Rousiley C. M. Maia, Atores da sociedade civil e ação coletiva: relações com a comunicação de massa, os movimentos sociais vêm sendo influenciados pelo poder dos profissionais de comunicação de alterar reivindicações e mensagens desses movimentos. Esses atores cívicos fazem uso estratégico do poder político e econômico a fim de influenciar agendas políticas e, assim, enquadrar questões públicas que antes não tinham a visibilidade tão desejada.
A luta por essa visibilidade resulta em casos que estabelecem diferentes maneiras de um mesmo ator cívico se comunicar. Através da comunicação de massa, esses atores cívicos podem tanto influenciar os media quanto o contrário. No entanto, a autora fala que há uma relação assimétrica entre esses movimentos sociais e os agentes de comunicação. Os movimentos precisam ter essa visibilidade midiática para continuarem reivindicando seus ideais e ampliando suas lutas para conseguirem apoio. Mas as mídias, de fato, não necessitam desses atores cívicos para continuarem exercendo seu trabalho comunicacional. Essa relação altera totalmente a forma na qual os movimentos sociais vão reivindicar suas causas, valendo-se, muitas vezes, de ações estratégicas, como manifestações, campanhas, ações espetacularizadas e outras ações que sejam capazes de chamar a atenção dos agentes midiáticos.
Essas organizações sociais buscam ampliar suas possibilidades de negociação com os meios de comunicação, porém, perpassam por desafios que podem dificultar esse processo. Um deles é fazer com que os agentes da mídia (repórteres e jornalistas) adotem seus enquadramentos preferenciais de forma a ressaltar suas ideologias e trazer apoiadores para a causa.
Entretanto, cada tipo de media e seus agentes funcionam com um modus operandi específico, e há uma prévia seleção de tópicos, narrativas e edições que podem favorecer ou não esses agentes sociais. Toma-se como exemplo:
- O famoso estudo desenvolvido pelo americano Doug McAdam sobre o movimento dos direitos civis. Segundo o autor, o movimento utilizou-se de "táticas" que serviriam para "enquadrar" o movimento de uma forma a atrair a atenção dos media e alterar a opinião pública sobre os atos. As manifestações ocorreram em cidades nas quais os segregacionistas eram mais radicais e totalmente hostis às demandas por direitos civis dos negros, gerando repressões violentas em Birmingham (1963) e em Selma (1965). Essas repressões ganharam ampla visibilidade na cobertura midiática no país, promovendo uma contestação do enquadramento da notícia final baseada em temas familiares como o cristianismo, a teoria democrática convencional e na filosofia da não-violência. A mobilização fez com que a questão racial passasse a ser percebida como "o problema mais importante" que afetava o país, rompendo com a "neutralidade" do presidente John F. Kennedy em relação às conquistas dos direitos civis.
- O coletivo Intervozes, formado por ativistas e pesquisadores que atuam pelo direito à comunicação, analisou cerca de 300 reportagens sobre o Movimento dos Trabalhadores Rurais Sem Terra (MST), publicadas em revistas, jornais e telejornais. O período estudado foi do dia 10 de fevereiro ao dia 17 de julho de 2010, durante uma Comissão parlamentar de inquérito do MST no Congresso Nacional do Brasil. O relatório, nomeado "Vozes Silenciadas" apontou que o MST é retratado como violento e suas reivindicações recebem pouco destaque por parte dos media. Quase 60% das matérias utilizaram termos negativos para se referir ao Movimento, sendo 192 dos termos negativos, desqualificando o MST.[13]